# اوراسیو باسکز–ریال
اوراسیو باسکز–ریال (به اسپانیایی: Horacio Vázquez-Rial) (زادهٔ ۲۰ مارس ۱۹۴۷ در بوئنوس آیرس – درگذشتهٔ ۶ سپتامبر ۲۰۱۲ در مادرید) نویسنده، روزنامه‌نگار و مترجم آرژانتینی مقیم اسپانیا بود.

## زندگی
باسکز–ریال در ۲۰ مارس ۱۹۴۷ در بوئنوس آیرس آرژانتین زاده شد. او که فرزند مهاجرین اسپانیایی بود در محلهٔ گالیسیایی‌های بوئنوس آیرس زاده شد.
باسکز–ریال که در جوانی یک ستیزه‌جوی تروتسکیست بود از سال ۱۹۶۸ ساکن بارسلونا شد و پس از چهار سال در مادرید اقامت گزید. او که در کشور خودش مشغول تحصیل در رشته‌های داروسازی و جامعه‌شناسی بود، در نهایت تحصیلاتش را در رشتهٔ تاریخ قرون وسطی در دانشگاه بارسلونا ادامه داد و مدرک دکتری‌اش را با ارائهٔ پایان‌نامه‌ای در زمینهٔ جغرافیای انسانی به دست آورد. او سپس به تدریس در رشتهٔ جغرافیا و نویسندگی خلاق در دانشگاه پرداخت و همچنین به عنوان ویراستار و روزنامه‌نگار به فعالیتش ادامه داد.
او با نوشتن نخستین کتابش با استقبال روبه‌رو شد و در سال ۱۹۷۹ با نوشتن دومین کتابش بار دیگر نام خود را مطرح کرد. نخستین رمان او با عنوان «مردم درجهٔ دو» در سال ۱۹۸۳ به بازار آمد و دو سال پس از آن دومین رمانش نیز با نام «مواد نور تاریک» منتشر شد که در آن او به زندگی سیاسی آرژانتین در سدهٔ بیستم پرداخته بود.
این نویسنده در سال ۱۹۸۷ برای کتاب «تاریخچهٔ غمگین» نامزد دریافت جایزهٔ نادال شده بود و در سال ۱۹۸۹ یکی از ۵ نامزد نهایی پنجمین دورهٔ جایزهٔ پلازا یانس بود. او این موفقیت را برای کتاب «ملکهٔ الماس» کسب کرد که دربارهٔ بارسلونا نوشته شده بود.
در نهایت، اوراسیو باسکز –ریال، نویسندهٔ توانای اسپانیایی‌زبان که به دست فراموشی سپرده شده بود، پس از دو سال مبارزه با سرطان در روز ۶ سپتامبر ۲۰۱۲ در ۶۵ سالگی در مادرید درگذشت. پره‌سوردا ناشر و از دوستان این نویسنده پس از انتشار خبر درگذشتش دربارهٔ او گفت: او آفرینشگری بزرگ در سطح بالای ادبی بود که به دست فراموشی سپرده شده بود.

## کتابشناسی
- ۱۹۷۹ — مستان در گورستان (به اسپانیایی: Los borrachos en el cementerio) (شعر)
- ۱۹۸۳ — مردم درجهٔ دو (به اسپانیایی: Segundas personas) (رمان)
- ۱۹۸۵ — سفر اسپانیا (به اسپانیایی: El viaje español)
- ۱۹۸۶ — مواد نور تاریک (به اسپانیایی: Oscuras materias de la luz) (رمان)
- ۱۹۸۷ — تاریخچهٔ غمگین (به اسپانیایی: Historia del Triste) (رمان)
- ۱۹۸۹ — ملکهٔ الماس (به اسپانیایی: La reina de oros)
- ۱۹۹۷ — استاد فرشتگان (به اسپانیایی: El maestro de los ángeles) (رمان)
- ۲۰۰۱ — دو مرگ گاردل (به اسپانیایی: Las dos muertes de Gardel) (رمان)
- ۲۰۰۳ — پایتخت فراموشی (به اسپانیایی: La capital del olvido)
- ۲۰۰۶ راه شمال (به اسپانیایی: El camino del norte)

## پی‌نوشت
1. ↑  «اوراسیو باسکز ریال درگذشت»،  ایبنا.
2. ↑  «اوراسیو باسکز ریال درگذشت»،  ایبنا.
3. ↑  «اوراسیو باسکز ریال درگذشت»،  ایبنا.
4. ↑  «اوراسیو باسکز ریال درگذشت»،  ایبنا.
5. ↑  «اوراسیو باسکز ریال درگذشت»،  ایبنا.
6. ↑  «اوراسیو باسکز ریال درگذشت»،  ایبنا.